# Joy Division
Joy Division — англійський постпанк-гурт, заснований у Солфорді в 1976 році. До складу гурту входили вокаліст, гітарист і автор текстів Ієн Кертіс, гітарист і клавішник Бернард Самнер, басист Пітер Гук і барабанщик Стівен Морріс.
Самнер і Гук створили гурт після відвідування концерту Sex Pistols у червні 1976 року. Хоча на перші записи Joy Division значною мірою вплинув ранній панк-рок, незабаром вони розробили розріджене звучання і стиль, що зробило їх одним з піонерів жанру і руху постпанк. Їхній дебютний мініальбом An Ideal for Living 1978 року привернув увагу манчестерського телеведучого Тоні Вілсона, який підписав їх на свій незалежний лейбл Factory Records. Їхній дебютний альбом Unknown Pleasures, записаний з продюсером Мартіном Геннетом, вийшов у 1979 році.
Кертіс боровся з особистими проблемами, включаючи невдалий шлюб, депресію та епілепсію. З ростом популярності гурту стан здоров'я Кертіса дедалі більше ускладнював його виступи; час від часу у нього траплялися напади на сцені. Він покінчив життя самогубством напередодні першого північноамериканського туру гурту у травні 1980 року у віці 23 років. Другий і останній альбом Joy Division, Closer, вийшов через два місяці; він і сингл «Love Will Tear Us Apart» стали їхніми найпопулярнішими релізами.
В період липня-жовтня 1980 року решта учасників, з додаванням клавішниці та гітаристки Джилліан Гілберт, об'єдналися під назвою New Order. Вони були успішними протягом наступного десятиліття, поєднуючи постпанк з впливом електронної та танцювальної музики. 2023 року Joy Division і New Order були номіновані як один гурт для включення до Зали слави рок-н-ролу.

## Історія гурту
На початку 1977 року новостворений гурт залишив Мейсон і його місце зайняв спочатку Тоні Тейбек (Tony Tabac), а трохи пізніше Стів Бразердейл (Steve Brotherdale). Незабаром музиканти змінили назву на Warsaw (за назвою пісні Девіда Боуї), і в травні 1977 року дебютували перед публікою у «Manchester's Electric Circus» як підтримка Buzzcocks та Penetration. У серпні того ж року Бразердейла змінив Стівен Морріс (Steven Morris), 28.10.1957, Макклесфілд, Велика Британія, а гурт знову змінює назву, цього разу на Joy Division.
Гурт продовжував з успіхом виступати у місцевих клубах, зацікавивши своїми концертами таких людей, як манчестерський D.J. Роб Греттон (він став менеджером Joy Division), журналіст та власник незалежної фірми «Factory Records» Тоні Вілсон та Дерек Бренвуд з фірми «RCA». Саме Бренвуд у травні 1978 року запропонував музикантам записати на «RCA» дебютний альбом. Проте, записавши матеріал, але не знайшовши порозуміння з продюсером, гурт розірвав контракт із «RCA», тому лонгплей так і не побачив світ. Незабаром кілька записів Joy Division потрапили до програмних збірок фірм «Enigma» — «Aldeal For Living» (1978), «Virgin» — «Short Circuit: Live At The Electric Circus» (1978) та «Factory» — «A Factory Sample» (1978), а в квітні 1979 року музиканти уклали угоду з фірмою Тоні Вілсона «Factory».
Дебютний альбом гурту Unknown Pleasures, який продюсував Мартін Ханнетт, виявився дуже суворою та незвичайно інтенсивною роботою. Видана у строго чорній обкладинці, платівка презентувала гурт, який переборював труднощі, пов'язані з роботою у студії, але якому все ж вдалося показати бачення болю у своєму майже клінічному уявленні непокою. Проста риффова музика гурту з бентежним ритмом підкреслювала єдине — пригноблюючу депресійну атмосферу.
У жовтні 1979 року, коли з'явився їхній сингл «Transmission», квартет уже міг похвалитися чималою кількістю прихильників, яка зростала з кожним концертом. Багато уваги фанів гурту було сконцентровано на неординарній постаті Йена Кертіса, котрий здобув велику славу завдяки своїм невропатичним танцям на сцені, під час яких він нагадував божевільну маріонетку. Однак восени 1979 року виступи Кертіса привернули увагу вже й з іншого приводу. Сталося так, що на сцені у нього почалися напади епілепсії, і його хвороба через дуже напружений графік концертних виступів гурту поглиблювалася дедалі більше.
Повернувшись із турне Європою, Joy Division почали працювати над наступним альбомом. Однак 18 травня 1980 року в день, коли гурт мав вирушити на гастролі до США, рано вранці, прослухавши платівку Іггі Попа «The Idiot» та подивившись стрічку Вернера Герцога «Stroszek», Йен Кертіс повісився. У знайденій поряд із тілом записці було написано: «Прагну цього разу лише смерті. Досить із мене всього». Справжні масштаби цієї трагедії незабаром дали про себе знати у повній мірі, коли виявилося, що Кертіс відібрав у себе життя, перебуваючи на вершині своїх творчих можливостей. Сингл «Love Will Tear Us Apart», що з'явився у червні 1980 року і став майже найкращим виданням того року, був бентежною розповіддю про втрату зв'язку між людьми. Кертісу вдалося виконати цю пісню таким чудовим вокалом, про який у нього майже ніхто не підозрював. Виданий незабаром альбом Closer також був досконалим творінням і презентував весь гурт із найкращого боку. Завдяки таким перлинам як, наприклад, «Isolation» чи «Twenty Four Hours», альбом підкреслив відчуття відчаю. З музичного боку ця робота вражала своєю незвичною зрілістю і заслужено була оцінена як найяскравіший альбом вісімдесятих років. Як за іронією, влітку після смерті Кертіса до Joy Division прийшов великий комерційний успіх. Сингл «Love Will Tear Us Apart» досяг тринадцятого місця у британському чарті синглів, альбом «Closer» піднявся до шостого, а перевиданий Unknown Pleasures — до сьомого у британському чарті лонгплеїв.
У січні 1981 року Гук, Морріс та Самнер вирішили утворити новий гурт — New Order. Того ж року з'явилося подвійне видання Joy Division під назвою «Still», до якого ввійшов як студійний, так і концертний матеріали гурту, включаючи і рідкісні записи. Альбом потрапив у британський Тор 5, а 1983 року перевидана «Love Will Tears Us Apart» — у британський Top 10.
1988 року на музичному ринку з'явилася подвійна компіляція «Substance», яка піднялася до сьомого місця у британському чарті лонгплеїв. Через сім років до п'ятнадцятиріччя трагічної загибелі Кертіса було видано компіляцію «Permanent: Joy Division», а також альбом-посвяту «A Means To An End».
Доробок гурту мав великий вплив на творчість багатьох інших виконавців, особливо з так званої течії «cold wave».

## Дискографія

### Студійні альбоми
- 1979: Unknown Pleasures
- 1980: Closer

### Живі альбоми
- 1999: Preston 28 February 1980
- 2001: Les Bains Douches 18 December 1979
- 2001: Fractured Box
- 2004: Re-fractured Box

### Збірки
- 1981: Still
- 1988: Substance
- 1990: The Peel Sessions
- 1994: Warsaw
- 1995: Permanent
- 1997: Heart and Soul
- 2000: Joy Division The Complete BBC Recordings
- 2007: Martin Hannett's Personal Mixes
- 2007: Let the Movie Begin
- 2008: The Best of Joy Division
- 2010: +− Singles 1978-80
- 2011: Total: From Joy Division to New Order

### Мініальбоми
- 1978: An Ideal for Living
- 1986: The Peel Sessions
- 1987: The Peel Sessions

## Склад
Основний склад
- Бернард Самнер — гітара, клавішні (1976—1980); бас (1980)
- Пітер Гук — бас, бек-вокал та іноді основний вокал (1976—1980); гітара (1980)
- Ієн Кертіс — основний вокал, мелодика (1976—1980); гітара (1979—1980)
- Стівен Морріс — барабани, перкусія (1977—1980)

Ранні учасники
- Террі Мейсон — барабани (1976—1977)
- Тоні Табек — барабани (1977)
- Стів Бразердейл — барабани (1977)

Гастролюючі музиканти
- Джилліан Гілберт — гітара (1979—1980)